# Vimberk
Vimberk (též Melmatěj) je zaniklý hrad, který stával na říční terase nad údolím řeky Klabavy u vstupu do strašické kotliny západně od Strašic, nedaleko bývalého mlýna Melmatěj. Pozůstatky hradu jsou chráněny jako kulturní památka. Malý hrad, jehož stavebníkem byl nejspíše panovník, existoval od druhé poloviny třináctého do poloviny čtrnáctého století. Pro jeho archaickou podobu jej Tomáš Durdík navrhl typologicky zařadit mezi hrady přechodného typu.

## Název
Název hradu je nejistý. August Sedláček ho ztotožnil s novověkým místním názvem Vimberk, ale pozdější práce Antonína Drachovského a Jiřího Světlíka vztažení jména Windberg či Wimberk k tomuto hradu zpochybňují. Podle blízkého mlýna bývá hrad od druhé poloviny sedmnáctého století někdy nazýván také Melmatěj. Existuje však také hypotéza, že Vimberk je ve skutečnosti dosud nelokalizovaným hradem Chlukovem.

## Historie
O hradu se nedochovaly žádné písemné zmínky. Podle archeologických nálezů byl založen ve druhé polovině třináctého století, kdy okolní krajina patřila panovníkovi, kterého lze považovat za zakladatele hradu. Úkolem hradní posádky pravděpodobně byla ostraha okolních železnorudných dolů. Ve čtrnáctém století, za vlády krále Jana Lucemburského, byl zástavním držitelem okolních vesnic Nachval z Osvračína, který je dalším možným stavitelem hradu. Roku 1325 však král povolil Petrovi I. z Rožmberka, aby je od Nachvala vykoupil a připojil ke Strašicím a Zbirohu. Synům Petra z Rožmberka zdejší panství patřilo ještě roku 1349.
V roce 1351 došlo z blíže neznámé příčiny k válce mezi jihočeskými a německými šlechtici. Toho využil král Karel IV. a vytáhl proti Rožmberkům. V únoru 1352 královské vojsko dobylo rožmberské hrady Strašice a Chlukov. Během stejné vojenské akce pravděpodobně zanikl také Vimberk, protože podle archeologických nálezů byl zničen okolo poloviny čtrnáctého století mohutným požárem.

## Stavební podoba

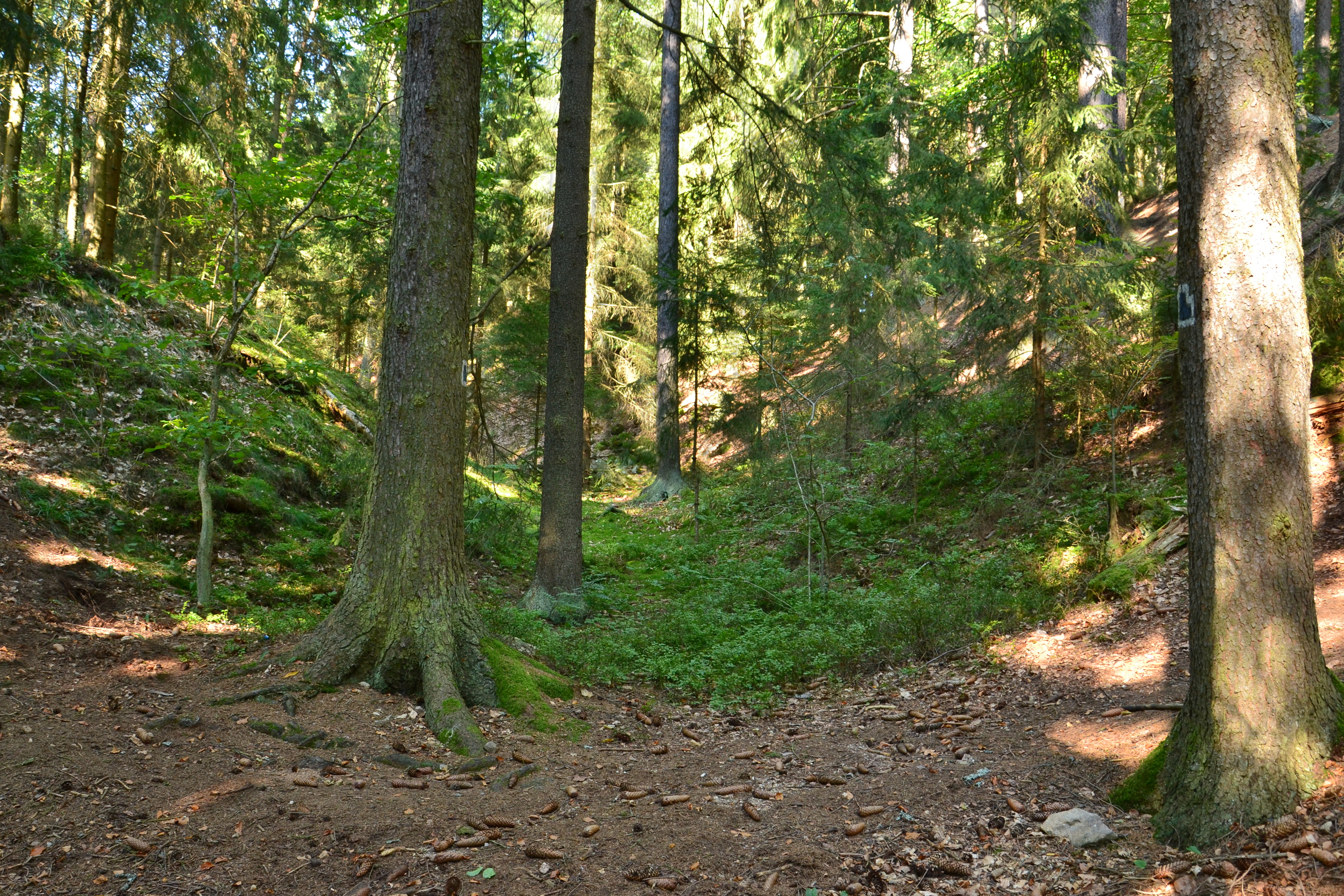
Příkop

Hrad stál na okraji skalnaté terasy obtékané řekou. Zejména na jižní a východní straně ho chránily strmé svahy a od zbytku terasy ho odděloval val a široký příkop. Val je na dvou místech přerušen. V severním přerušení se pravděpodobně nacházel původní vstup do hradu. V hradním jádře se nedochovaly pozůstatky zdiva ani malty, z čehož lze usuzovat, že hlavním stavebním materiálem bylo dřevo. Jedinou stopou po zástavbě je do skály zahloubený objekt u západní strany, který mohl být zemnicí.

## Přístup
Zbytky hradu jsou volně přístupné po modře značené turistické trase z Dobříva do Strašic.